# Conjunto do Khānegāh e do Santuário do Xeque Safi al-Din
O Conjunto do Khānegāh e do Santuário do Xeque Safi al-Din (em persa: مجموعه آرامگاه و خانقاه شیخ صفی الدین) é a tumba do Xeque Safi-ad-din Ardabili localizada em Ardabil, Irã.

## História
O Xeque Safi, um eminente líder de uma ordem Sufi Islâmica estabelecida pelos Safávidas, nasceu em Ardabil onde este complexo localiza-se. As construções no complexo ficam em volta de uma porção interna e o complexo todo é rodeado por um grande jardim.

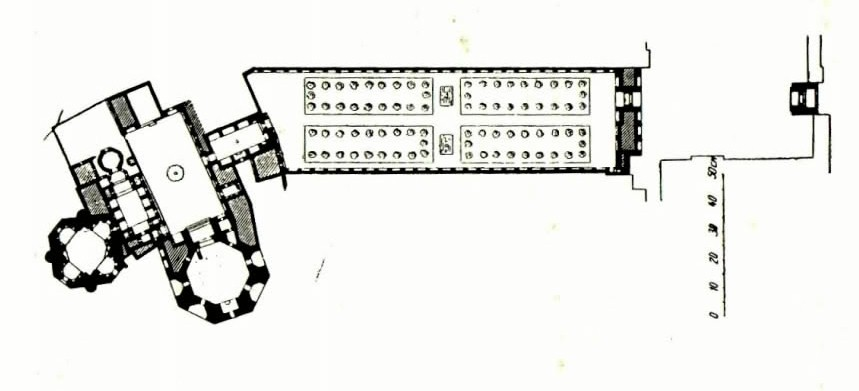
Planta do complexo

O Mausoléu do Xeque Safi foi a primeira construção feita pelo seu filho, o Xeque Sadr al-Dīn Mūsā, após a morte do xeque em 1334. O complexo foi construído entre o início do Século XVI e fim do Século XVIII. O mausoléu é um domo alto, circular, em forma de torre, decorado com azulejos azuis e com 17 metros de altura. Também como parte do complexo há muitas seções que servem com uma variedade de funções com o passar dos séculos como biblioteca, mesquita, escola, mausoléu, cisterna, hospital, cozinha, padaria e alguns escritórios. Várias partes do mausoléu são separadas por oito portões, que representam as oito atitudes do Sufismo.
Muitas partes foram adicionadas gradualmente à estrutura principal durante o Império Safávida. Um número de xeques safávidas e seus haréns, bem como vítimas das batalhas dos Safávidas incluindo a Batalha de Chaldiran, foram enterrados aqui.

## Galeria

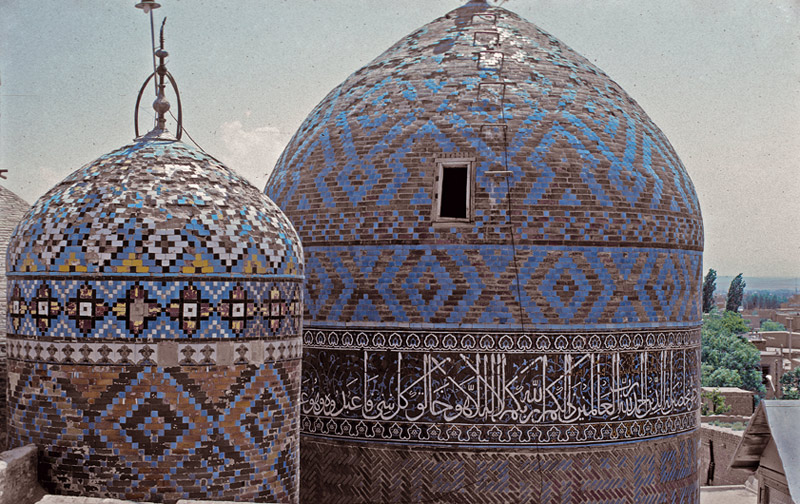
Mausoléu com azulejos azuis
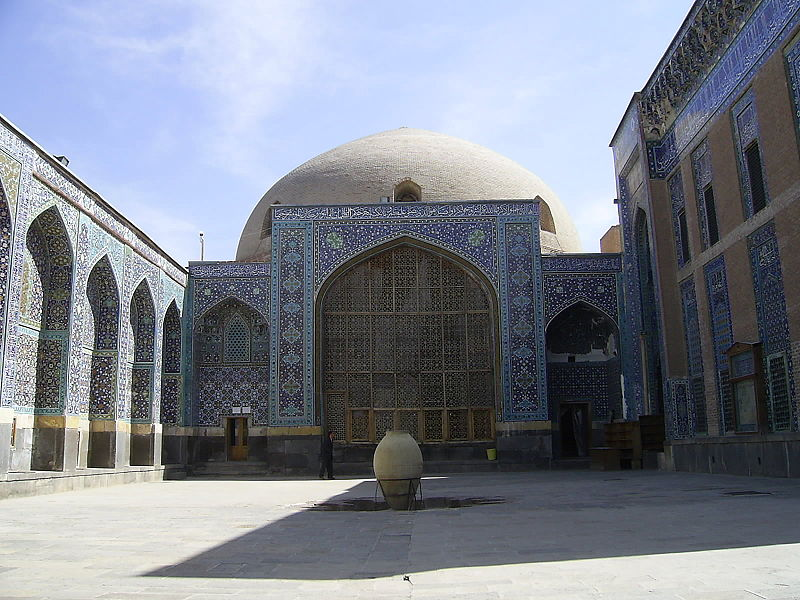
Tumba do Xeque Safi
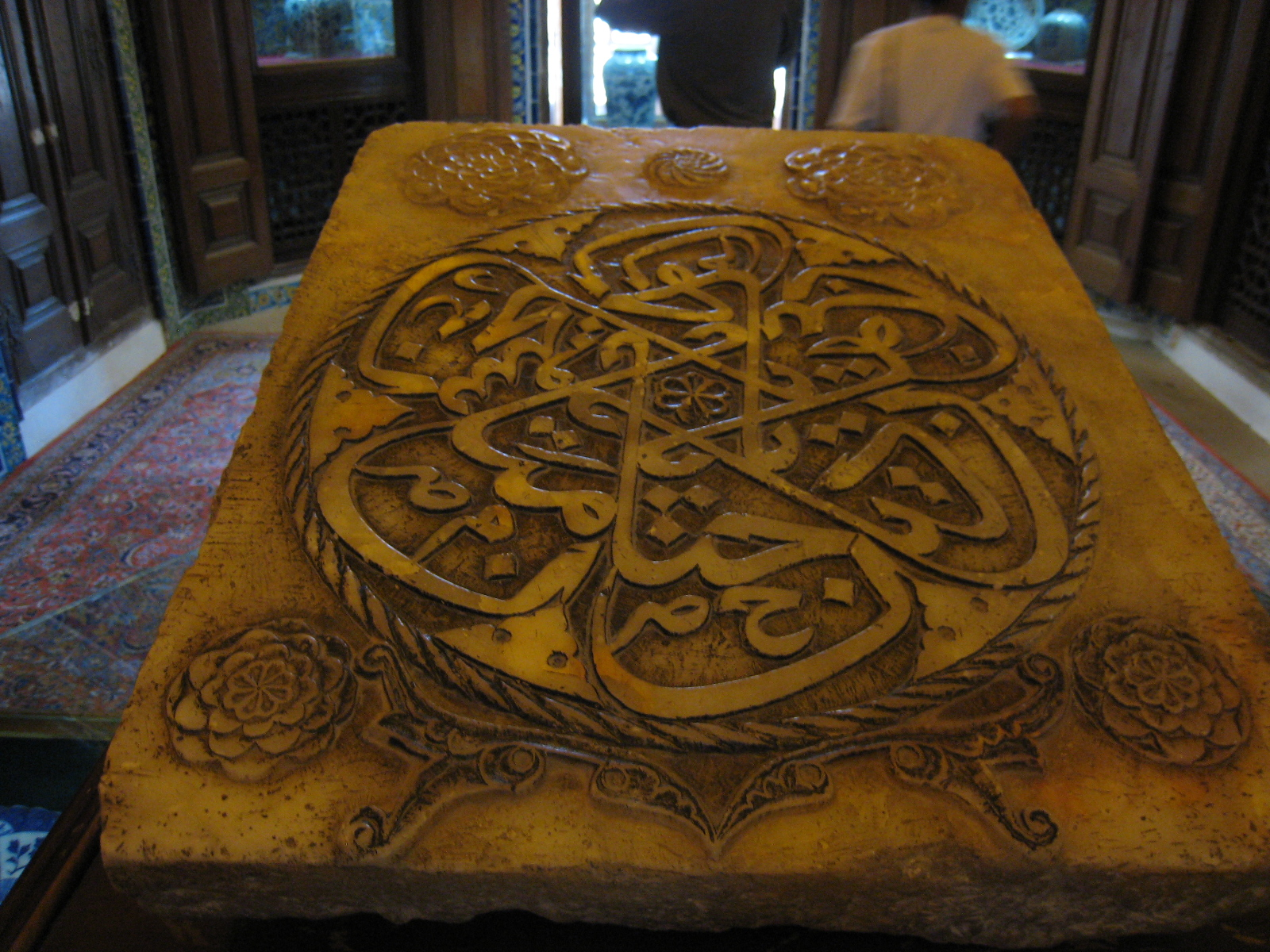
Escultura em pedra da Era Safávida
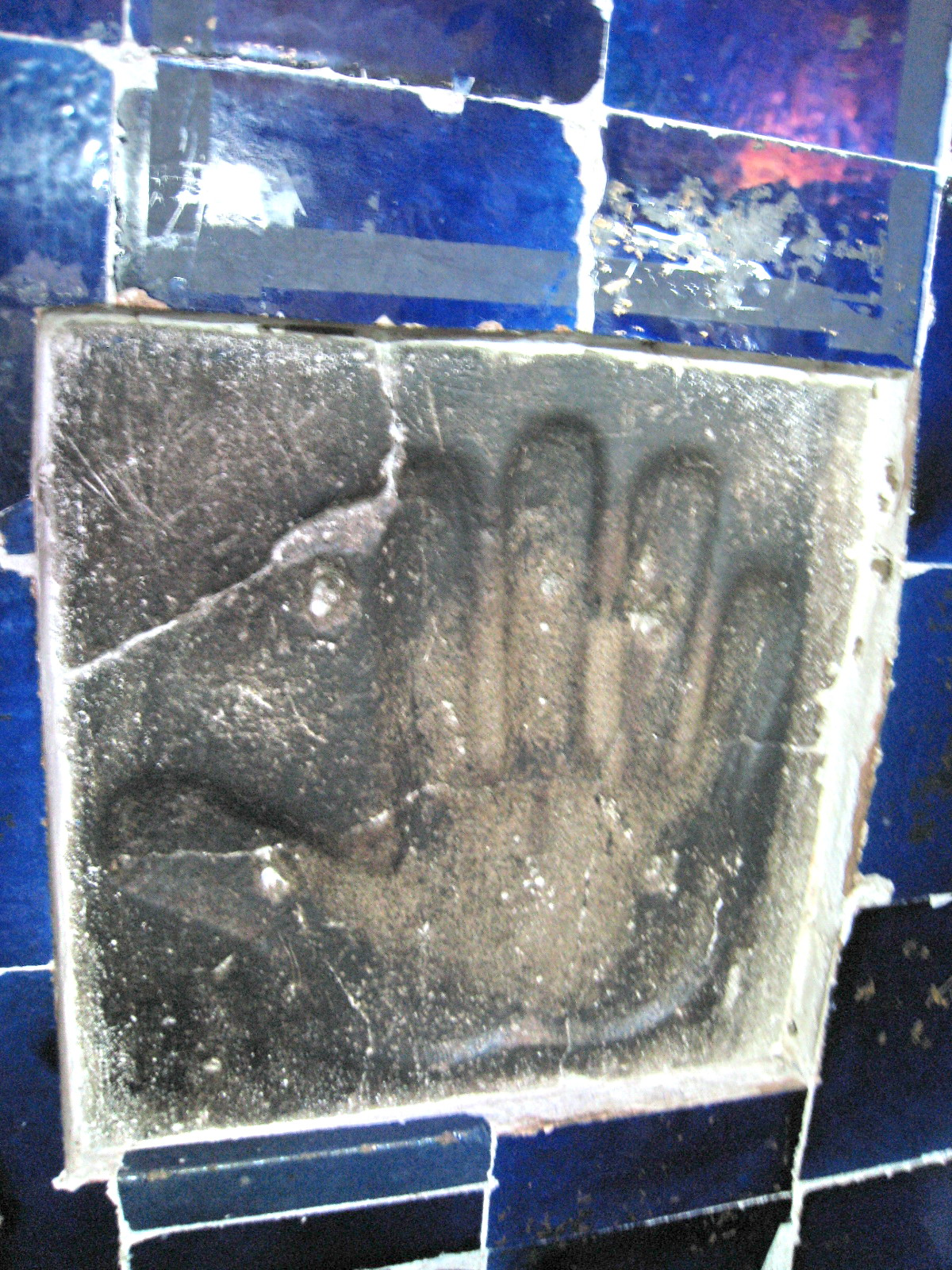
Sinal de Shi'a

## UNESCO
A UNESCO inscreveu o Conjunto do Khānegāh e do Santuário do Xeque Safi al-Din em Ardabil como Patrimônio Mundial por "usar a arquitetura tradicional iraniana a fim de maximizar o uso do espaço disponível para acomodar uma variedade de funções. Constitui um raro conjunto de elementos da arquitetura medieval Islâmica"